# Lista de membros da Royal Society eleitos em 2015

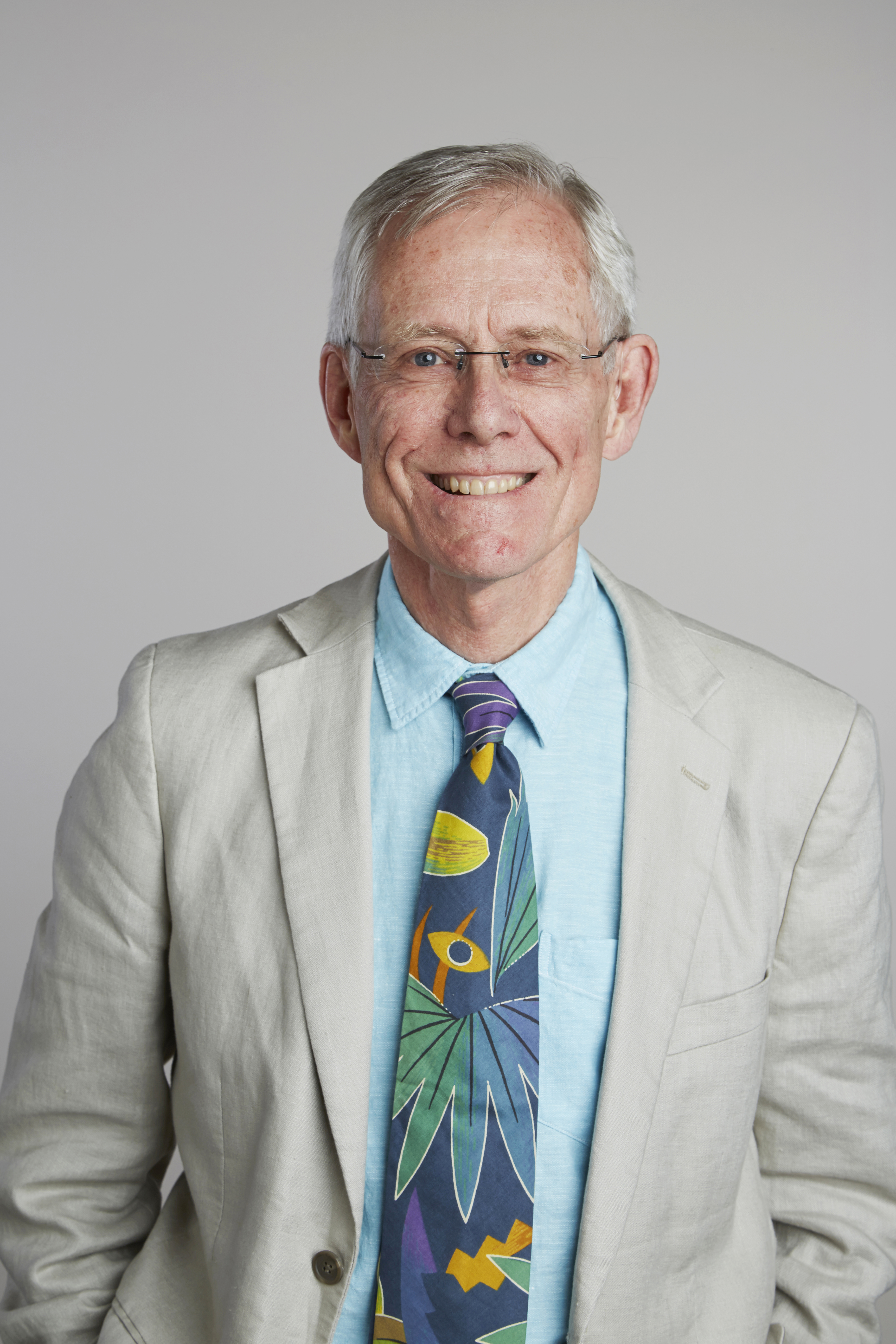
Professor Alan Madoc Roberts FRS, eletrofisiologista, neuroanatomista e investigador do comportamento animal

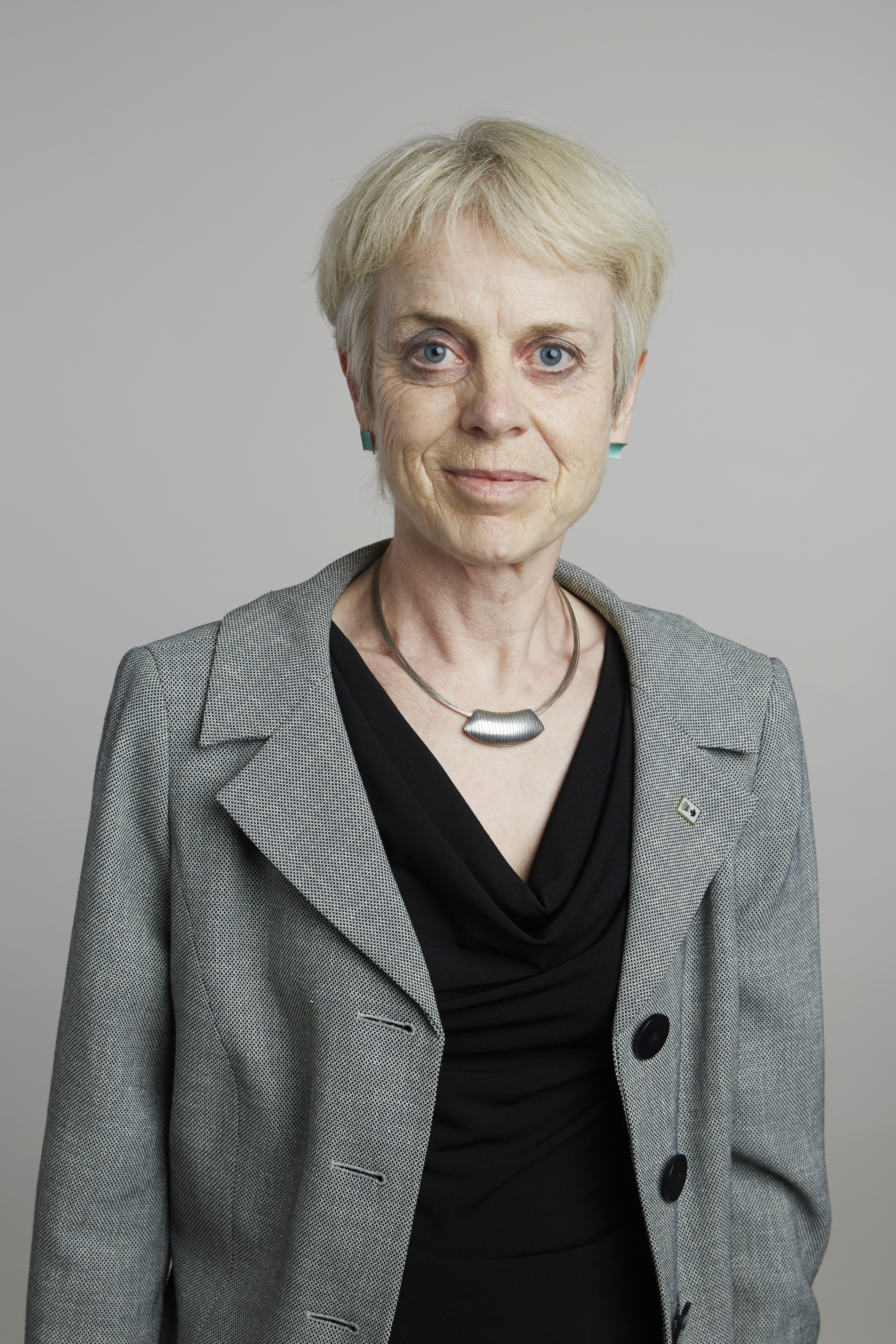
Professora Annette Dolphin FRS, Professora de Farmacologia na UCL

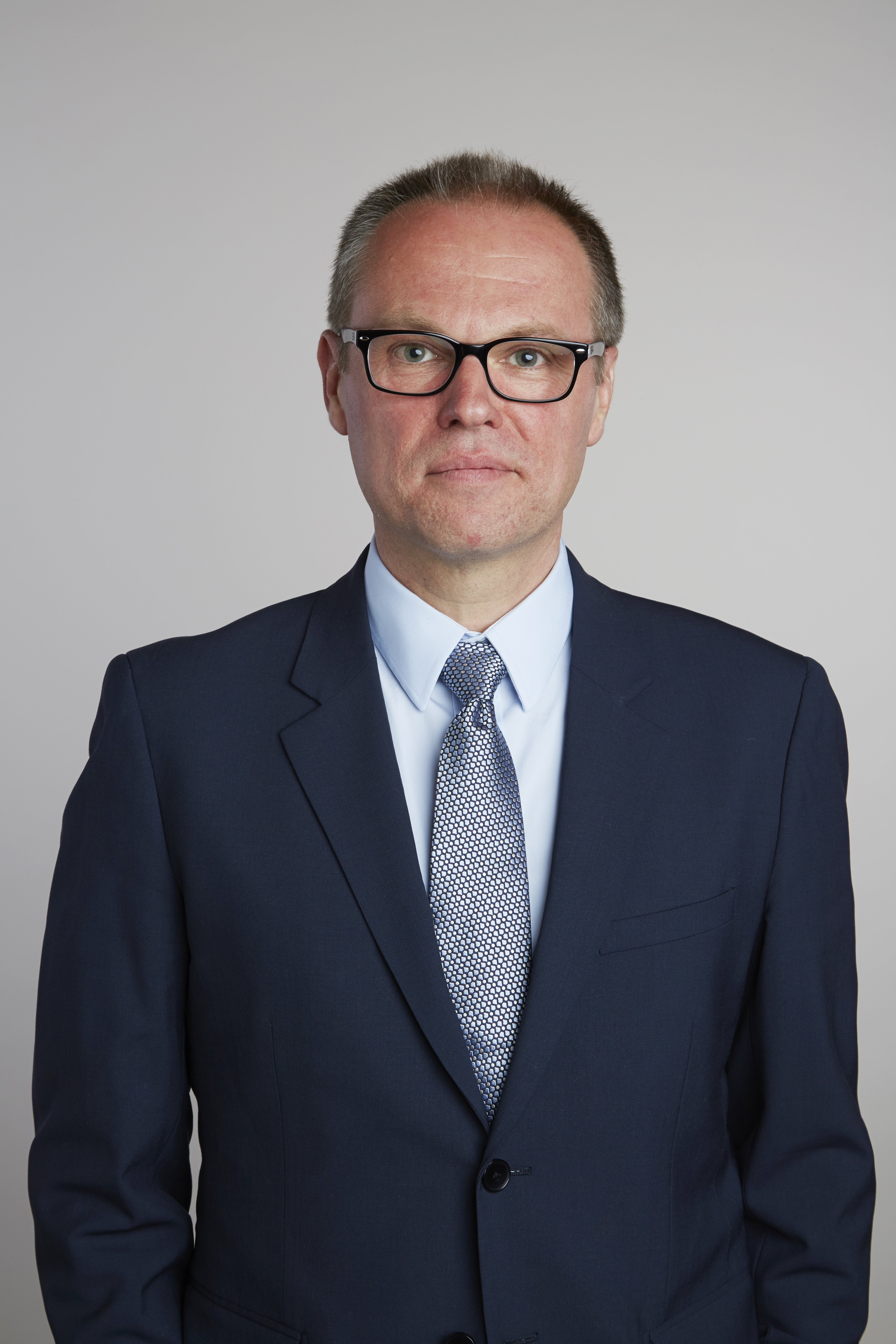
Gero Miesenböck FRS, Professor Waynflete de Fisiologia em Oxford

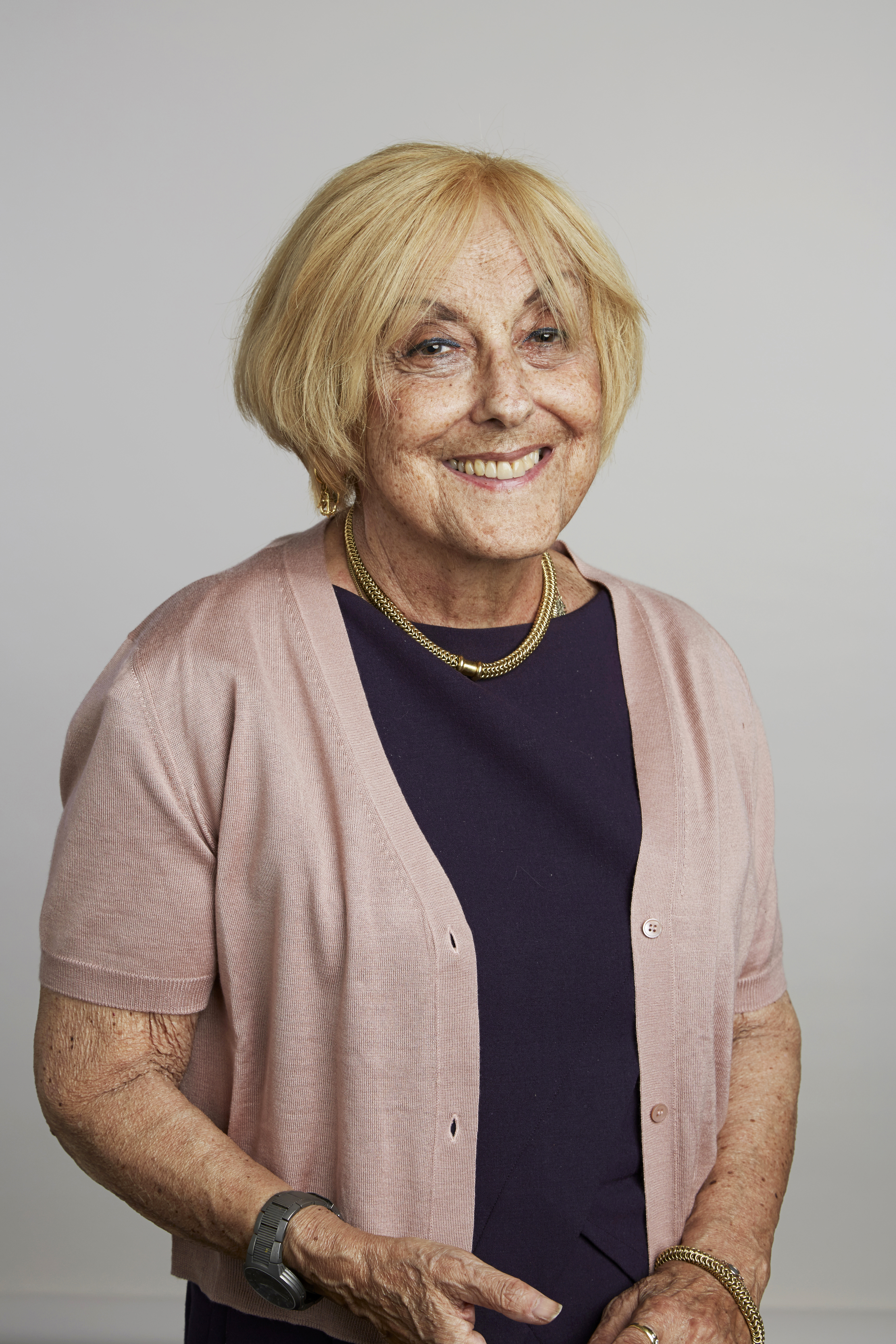
Lisa Jardine CBE, FRS, Professora de Estudos Renascentistas da UCL

Esta página lista Membros da Royal Society eleitos em 2015.

## Fellows of the Royal Society (FRS)
1. Professor Mark Achtman
2. Professor Ali Alavi
3. Professor Allan Balmain
4. Professor Kamaljit S. Bawa
5. Professor Steve David Macleod Brown FMedSci
6. Professor Jane Clarke FMedSci
7. Dr Clifford Cocks CB
8. Sir Rory Collins FMedSci
9. Professor Andrew Ian Cooper
10. Dr Stephen Cusack
11. Professor Anne Cutler
12. Professor Benjamin Guy Davis
13. Professor Annette Dolphin FMedSci
14. Professor Philip Donoghue
15. Professor Daniel Joshua Drucker
16. Sir James Dyson CBE FREng
17. Professor Anthony William Fairbank Edwards
18. Professor Yvonne Elsworth
19. Professor Alison Etheridge
20. Professor Jeremy Farrar OBE FMedSci
21. Professor Zoubin Ghahramani
22. Professor Michael Edward Goddard
23. Professor Michael Hausser FMedSci
24. Professor Laurence Hurst
25. Professor Jane Langdale
26. Professor Andrew Peter Mackenzie
27. Professor Philip Maini
28. Professor Jens Marklof
29. Professor Gero Miesenböck FMedSci
30. Dr Ketan Patel FMedSci
31. Professor David Chilton Phillips CBE
32. Dr Jonathan Pila
33. Professor Roger Powell
34. Professor John Rarity
35. Professor Andrew Fraser Read
36. Professor Alan Madoc Roberts
37. Professor John Robertson
38. Professor Roger Sheldon
39. Dame Julia Slingo DBE
40. Professor Scott Sloan
41. Professor Henry Snaith
42. Professor Ajay Sood
43. Professor Natalie Strynadka
44. Professor Richard Thomas
45. Professor Bryan Turner FMedSci
46. Dr Frank Uhlmann
47. Professor Colin James Ness Wilson
48. Professor Lisa Jardine Honorary Fellow
49. Sir Robin Saxby Honorary Fellow

## Foreign Members of the Royal Society (ForMemRS)
1. Professor Alain Aspect
2. Professor Zdeněk Bažant
3. Dr Linda Buck
4. Professor Andrew Knoll
5. Professor John Kuriyan
6. Professor Jiayang Li
7. Professor Susan Lindquist
8. Professor Gail Roberta Martin
9. Professor William Hughes Miller
10. Professor John Charles Howorth Spence